# Michał Łętowski
Michał Łętowski herbu Ogończyk (żył w XVIII wieku) – polski szlachcic, pisarz ziemski krakowski w 1771 i 1772 roku, komisarz Boni Ordinis w 1779 roku, pisarz grodzki biecki, sędzia kapturowy w 1764 roku, konsyliarz konfederacji barskiej województwa krakowskiego, współdziedzic klucza bączalskiego (wsie: Bączal Dolny i Bączal Górny koło Jasła), patron i kolator kościelny.